# Ibn Khafaja
Ibrāhīm ibn Abī al-Fatḥ Ibn Khafaja (إبن خفاجة, n. 1058, Alcira⁠(d), Comunitatea Valenciană, Spania – d. 1138, provincia de Valencia, Comunitatea Valenciană, Spania), poetul supranumit ,,Grădinarul Andaluziei”, „marele îndrăgostit de natură”, s-a născut în 1058  la Alcira, în apropiere de Valencia, și a murit tot acolo în 1139. A fost un singuratic, trăind retras în orașul său, fără ca marile furtuni ale evenimentelor istorice să ajungă până la el, altfel decât ca un ecou. Opera sa conține puține piese din genurile panegiric, elegiac și epistolar, marele lui motiv de inspirație fiind natura.
A moștenit o avere considerabilă și a dus o viață de lux departe de nevoi, plimbându-se prin grădinile sale, mereu îndrăgostit de frumusețe, ceea ce l-a făcut să „se rătăcească ca o creangă” , așa cum el însuși a mărturisit într-una din poeziile sale. 

## Opera poetică
Natura, motivul principal de inspirație al poetului Ibn Khafaja nu reprezintă doar un cadru pentru evenimente, ci un scop în sine, motivul esențial al trăirilor lui profunde. 
Grădinile, florile, copacii, iazurile, râurile și mirosurile parfumate, frumoasele sclave și băieții sclavi, munții, luna și stelele sunt principalele componente și subiecte euforice ale poeziilor sale descriptive, care sunt pline de farmec.
După cum remarcă unii comentatori, poezia lui este în întregime un strigăt de bucurie și de admirație în fața naturii, este însăși bucuria de a trăi. Toate elementele naturii se întrec să înfrumusețeze viața. Poetul le privește cu aceeași dragoste și admirație: o briză ce adie, un nor purtat de vânt, talazul mării, o creangă de naramz, o cupă cu vin sunt în egală măsură demne de pana poetului. Tiparele clasice sunt uitate. În poezia lui natura nu este o imagine picturală statică, fantezia bogată a poetului alăturând mișcarea, sunetul, culoarea, luminozitatea într-o imagine complexă, desfășurându-se înaintea ochilor cititorilor ca un film.
Două trăsături predomină în descrierile sale poetice ale naturii. Una este aceea a înzestrării obiectelor cu caracteristici umane. Trăsăturile umane, emoțiile și reacțiile omului sunt proiectate în natură. Ființa umană este proiectată în natură și, din moment ce natura este proiectată, la rândul ei, și în om, în descrierile frumuseții umane,  omul se împletește cu natura.A doua caracteristică este interconectarea macrocosmosului cu a microcosmosului, folosind comparații cosmologice sau descriind fenomenele cosmologice și meteorologice în termeni umanizați.
Ibn Khafaja demonstrează, în unele dintre poeziile sale, o atitudine revoluționară față de limbă, folosind un vocabular de mare originalitate, căldura și senzualitate.  Este obsedat de intimitatea umană și conștient de violența vieții din jurul lui, într-o lume mereu în război, arătându-se în aceste condiții, înfricoșat de natură și, totodată, veșnic uimit de frumusețea ei. Mare admirator al vieții și al naturii, el a scos în lumină fața veselă a lumii, și anume pe aceea care trezește și însoțește bucuria. Tristețea lipsește din poezia lui Ibn Khafāja. El își amintește cu nostalgie de tinerețe, de timpul care a trecut, dar niciodată cu tristețe. Ca și viața poetului, poezia sa este dominată de optimism, natura fiind aceea care i-a asigurat și inspirat echilibrul.
Proza și poezia lui Ibn Khafaja se evidențiază prin naturalețea, senzualitatea și eleganța lor, impunându-se descrierea peisajelor, a râurilor, grădinilor și a caselor din orașul său natal, Alcira, pe care le-a considerat floarea Andaluziei.

## Receptarea operei poetice
Ibn Khafaja s-a bucurat de faimă încă din timpul vieții, iar versurile sale au fost reproduse imediat de vorbitorii arabi. El a fost considerat poetul andaluz prin excelență, potrivit lui Al-Maqqari de Tremecén (1591-1631), unul dintre cei mai cunoscuți istorici ai lumii arabe, hispanist și scriitor, care și-a manifestat în lucrarea sa admirația pe care o avea pentru Ibn Khafaja, comparându-l cu un alt poet faimos, oriental, aṣ-Ṣanawbarῑ, cântăreț și admirator al grădinilor.
Ibn Khafaja a fost apreciat, totodată și de critica arabă, fiind deseori citat, începând cu antologiile reprezentative clasice și moderne și sfârșind cu manualele școlare. El este considerat unul dintre cei mai populari poeți din perioada al-Andalus.

## Dintre cele mai cunoscute poeme ale lui Ibn Khafaja
Mijește-n vale iarba...
Mijește-n vale iarba ca primul puf în barba
întinsă, fără riduri, de pe obrajii juni,
iar soarele se-ndreaptă spre asfințit ca ochiul
cel înnegrit pe ploape ca praful de cărbuni;
în râu își lasă ultima rază, strălucirea
ca petele de sânge pe-o spadă din străbuni
Gradina albă
Se duse tinerețea – și cât a fost senină
și minunată vremea când îmi era grădină!
În umbră, sub coroana speranței stam într-însa
și fructul mulțumirii- vedeam cum crengi înclină.
S-a dus ca steaua sumbră sau fulgerul ce trece
prin mările de umbră cu flacără deplină.
S-a dus și n-a lăsat cărare unei alte
minuni care în locu-i ar fi putut să vină.
S-a dus fără-a privi în urmă – și ce rău e
să faci un semn, când pleci? Salutul mai alină.
În noaptea tinereții cu negre plete, zorii
cărunți mi-au luminat, dar cruntă-a lor lumină!
Mi-au răsărit în cale când ochii-aveau drum neted
și-n inimă ardeam un tamarisc ce-nspină.
Mi-s tâmplele albite – și dintr-o dată noaptea
e albă – și îmi pare rău că nu se mai termină.